# Thailand Futsal League 2021
Die Thailand Futsal League 2021 war die 14. Saison der höchsten thailändischen Futsalliga seit ihrer Gründung im Jahr 2006. Titelverteidiger war der Chonburi Bluewave Futsal Club.

## Teilnehmende Mannschaften
| Mannschaft                          | Standort    |
| ----------------------------------- | ----------- |
| Bangkok BTS Futsal Club             | Bangkok     |
| Bangkok City Futsal Club            | Bangkok     |
| Black Pearl United Futsal Club      |             |
| Cat Futsal Club                     | Bangkok     |
| Chonburi Bluewave Futsal Club       | Chonburi    |
| Hongyen Thakam Futsal Club          | Ban Phaeo   |
| Kasem Bundit University Futsal Club | Bangkok     |
| Neu Khon Kaen Futsal Club           | Khon Kaen   |
| Nonthaburi Futsal Club              | Nonthaburi  |
| Phetchaburi Rajabhat Futsal Club    | Phetchaburi |
| Port Futsal Club                    | Bangkok     |
| Rajnavy Futsal Club                 | Bangkok     |
| Surat Thani Futsal Club             | Surat Thani |
| Thammasat Young Blood Futsal Club   |             |

## Abschlusstabelle
Saisonende 2021
| Pl. | Verein                              | Sp. | S  | U | N  | Tore    | Diff. | Punkte |
| --- | ----------------------------------- | --- | -- | - | -- | ------- | ----- | ------ |
| 1.  | Chonburi Bluewave Futsal Club (M)   | 26  | 21 | 4 | 1  | 116:380 | +78   | 67     |
| 2.  | Hongyen Thakam Futsal Club          | 26  | 18 | 3 | 5  | 097:570 | +40   | 57     |
| 3.  | Bangkok BTS Futsal Club             | 26  | 16 | 5 | 5  | 083:470 | +36   | 53     |
| 4.  | Port Futsal Club                    | 26  | 14 | 4 | 8  | 064:450 | +19   | 46     |
| 5.  | Black Pearl United Futsal Club      | 26  | 13 | 6 | 7  | 079:620 | +17   | 45     |
| 6.  | Thammasat Young Blood Futsal Club   | 26  | 11 | 7 | 8  | 076:650 | +11   | 40     |
| 7.  | Cat Futsal Club                     | 26  | 9  | 9 | 8  | 078:790 | −1    | 36     |
| 8.  | Phetchaburi Rajabhat Futsal Club    | 26  | 9  | 3 | 14 | 093:900 | +3    | 30     |
| 9.  | Surat Thani Futsal Club             | 26  | 8  | 5 | 13 | 056:720 | −16   | 29     |
| 10. | Nonthaburi Futsal Club              | 26  | 7  | 7 | 12 | 056:740 | −18   | 28     |
| 11. | Rajnavy Futsal Club                 | 26  | 6  | 7 | 13 | 055:790 | −24   | 25     |
| 12. | Kasem Bundit University Futsal Club | 26  | 6  | 4 | 16 | 059:970 | −38   | 22     |
| 13. | Bangkok City Futsal Club            | 26  | 5  | 2 | 19 | 048:111 | −63   | 17     |
| 14. | Neu Khon Kaen Futsal Club           | 26  | 4  | 4 | 18 | 043:870 | −44   | 16     |